# القبة (كعيدنة)

تعديل مصدري - تعديل

القبة هي إحدى قرى عزلة أسلم ناشر بمديرية كعيدنة التابعة لمحافظة حجة، بلغ تعداد سكانها 677 نسمة حسب تعداد اليمن لعام 2004.